# Campoletis trichoptili
Campoletis trichoptili är en stekelart som först beskrevs av Bauer 1936.  Campoletis trichoptili ingår i släktet Campoletis och familjen brokparasitsteklar. Inga underarter finns listade.